# Kipini (cratera)
A cratera Kipini é uma cratera no quadrângulo de Oxia Palus em Marte, localizada a 26.1° latitude norte e 31.6º longitude oeste. A cratera possui um diâmetro de 67.26 km e recebeu este nome em referência à cidade de Kipini, no Quênia. 